# Europeiska inomhusmästerskapen i friidrott 1979
Europeiska inomhusmästerskapen i friidrott 1979 genomfördes 1979 i Wien, Österrike. Mästerskapet var det tionde i ordningen.

## Medaljörer, resultat

### Herrar

#### 60 m
- 1 Marian Woronin, Polen – 6,58
- 2 Leszek Dunecki, Polen – 6,63
- 3 Petar Petrov, Bulgarien – 6,66

#### 400 m
- 1 Karel Kolár, Tjeckoslovakien – 46,21
- 2 Stefano Malinverni, Italien – 46,59
- 3 Horia Toboc, Rumänien – 46,86

#### 800 m
- 1 Antonio Páez, Spanien – 1.47,4
- 2 Binko Kolev, Bulgarien – 1.47,8
- 3 András Parócsai, Ungern – 1.48,2

#### 1 500 m
- 1 Eamonn Coghlan, Irland – 3.41,8
- 2 Thomas Wessinghage, Västtyskland – 3.42,2
- 3 John Robson, Storbritannien – 3.42,8

#### 3 000 m
- 1 Markus Ryffel, Schweiz – 7.44,43
- 2 Christoph Herle, Västtyskland – 7.45,44
- 3 Aleksandr Fedotkin, Sovjetunionen – 7.45,50

#### Häck 60 m
- 1 Thomas Munckelt, Östtyskland – 7,59
- 2 Arto Bryggare, Finland – 7,67
- 3 Eduard Perevertsev, Sovjetunionen – 7,70

#### Stafett 4 x 400 m
- Ingen tävling

#### Höjdhopp
- 1 Vladimir Jasjtjenko, Sovjetunionen – 2,26
- 2 Gennadij Bjelkov, Sovjetunionen – 2,26
- 3 André Schneider, Västtyskland – 2,24

#### Längdhopp
- 1 Vladimir Tsepeljov, Sovjetunionen – 7,88
- 2 Valerij Podluzjnij, Sovjetunionen – 7,86
- 3 Lutz Franke, Östtyskland – 7,80

#### Stavhopp
- 1 Wladyslaw Kozakiewicz, Polen – 5,58
- 2 Konstantin Volkov, Sovjetunionen – 5,45
- 3 Vladimir Trofimenko, Sovjetunionen – 5,45

#### Trestegshopp
- 1 Gennadij Valjukevitj, Sovjetunionen – 17,02
- 2 Anatolij Piskulin, Sovjetunionen – 16,97
- 3 Jaak Uudmäe, Sovjetunionen – 16,91

#### Kulstötning
- 1 Reijo Ståhlberg, Finland – 20,47
- 2 Geoff Capes, Storbritannien – 20,23
- 3 Vladimir Kiseljov, Sovjetunionen – 20,01

### Damer

#### 60 m
- 1 Marlies Göhr, Östtyskland – 7,16
- 2 Marita Koch, Östtyskland – 7,19
- 3 Ljudmila Storozjkova, Sovjetunionen – 7,22

#### 400 m
- 1 Verona Elder, Storbritannien – 51,80
- 2 Jarmila Kratochvílová, Tjeckoslovakien – 51,81
- 3 Karoline Käfer, Österrike – 51,90

#### 800 m
- 1 Nikolina Sjtereva, Bulgarien – 2.02,6
- 2 Anita Weiss, Östtyskland – 2.02,9
- 3 Fița Lovin, Rumänien – 2.03,1

#### 1 500 m
- 1 Natalia Maraşescu, Rumänien – 4.07,1
- 2 Zamira Zajtseva, Sovjetunionen – 4.07,4
- 3 Svetlana Guskova, Sovjetunionen – 4.07,6

#### Häck 60 m
- 1 Danuta Perka, Polen – 7,95
- 2 Grażyna Rabsztyn, Polen – 8,00
- 3 Nina Morgulina, Sovjetunionen – 8,09

#### Stafett 4 x 400 m
- Ingen tävling

#### Höjdhopp
- 1 Andrea Mátay, Ungern – 1,92
- 2 Urszula Kielan, Polen – 1,85
- 3 Ulrike Meyfarth, Västtyskland – 1,80

#### Längdhopp
- 1 Siegrun Siegl, Östtyskland – 6,70
- 2 Jarmila Nygrýnová, Tjeckoslovakien – 6,42
- 3 Lena Johansson, Sverige – 6,27

#### Kulstötning
- 1 Ilona Slupianek, Östtyskland – 21,01
- 2 Marianne Adam, Östtyskland – 20,11
- 3 Judy Oakes, Storbritannien – 15,66

## Medaljfördelning
| Medaljfördelning |                 |      |        |       |        |
| Plats            | Land            | Guld | Silver | Brons | Totalt |
| 1                | Östtyskland     | 4    | 3      | 1     | 8      |
| 2                | Sovjetunionen   | 3    | 5      | 8     | 16     |
| 3                | Polen           | 3    | 3      | 0     | 6      |
| 4                | Tjeckoslovakien | 1    | 2      | 0     | 3      |
| 5                | Storbritannien  | 1    | 1      | 2     | 4      |
| 6                | Bulgarien       | 1    | 1      | 1     | 3      |
| 7                | Finland         | 1    | 1      | 0     | 2      |
| 8                | Rumänien        | 1    | 0      | 2     | 3      |
| 9                | Ungern          | 1    | 0      | 1     | 2      |
| 10               | Irland          | 1    | 0      | 0     | 1      |
|                  | Spanien         | 1    | 0      | 0     | 1      |
|                  | Schweiz         | 1    | 0      | 0     | 1      |
| 13               | Västtyskland    | 0    | 2      | 2     | 4      |
| 14               | Italien         | 0    | 1      | 0     | 1      |
| 15               | Sverige         | 0    | 0      | 1     | 1      |
|                  | Österrike       | 0    | 0      | 1     | 1      |